# Francisco Oller

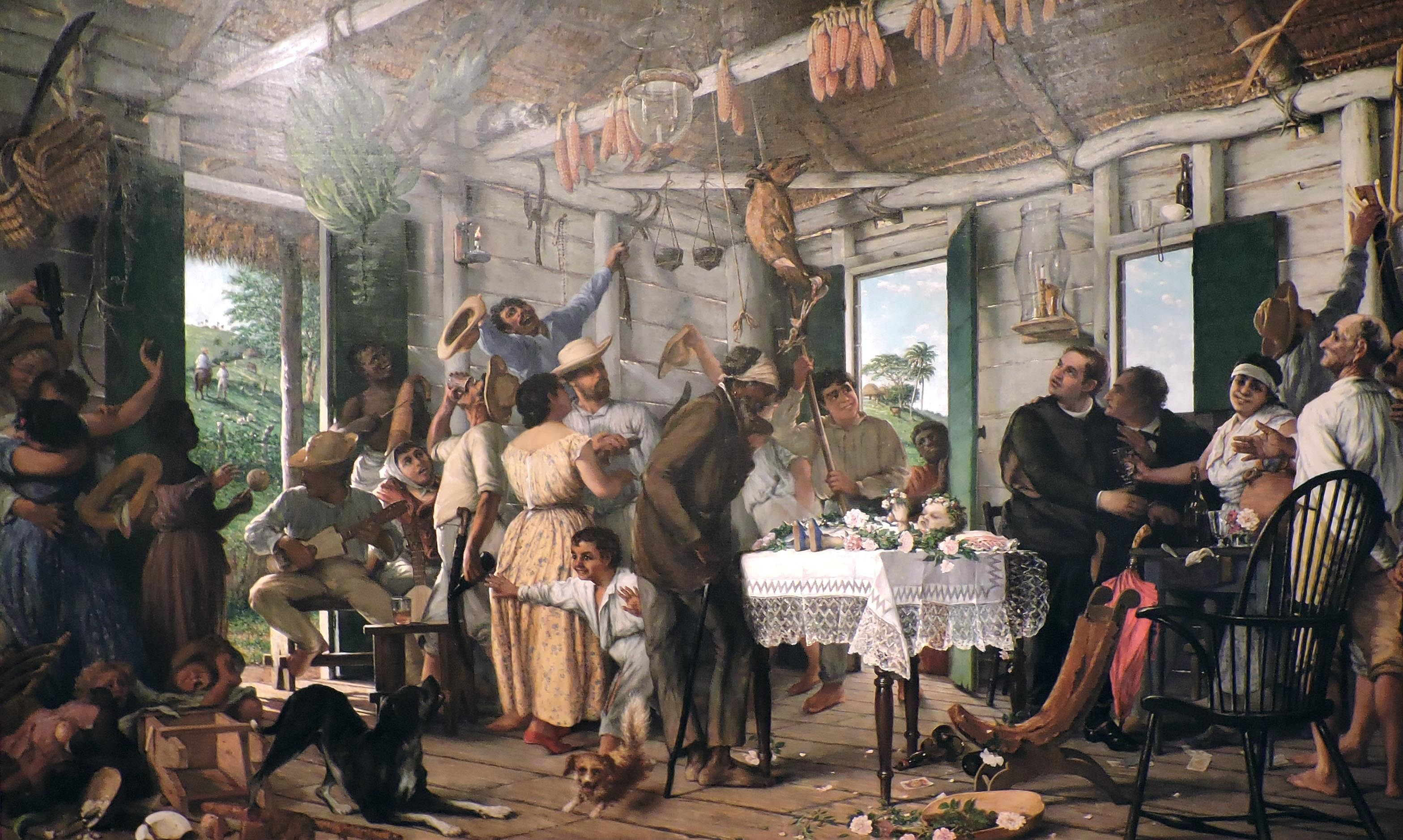
El Velorio, (1893)

Francisco Manuel Oller y Cestero (Bayamón, 17 juni 1833 - San Juan (Puerto Rico), 17 mei 1917) was een Puerto Ricaanse impressionistische kunstschilder. Oller wordt beschouwd als de enige Latijns-Amerikaanse schilder die een rol heeft gespeeld in de ontwikkeling van het Impressionisme.

## Vroege jaren
Oller werd geboren als derde van vier kinderen van aristocratische en rijke Spaanse ouders Cayetano Juan y Oller Fromesta en María del Carmen Cestero Dávila. Toen hij elf was begon hij zijn studie in de schilderkunst bij de schilderschool van Juan Cleto Noa in San Juan. Hier toonde Oller zijn enorme talent en in 1848 bood generaal Juan Prim, gouverneur van Puerto Rico, hem aan om zijn studies in Rome voort te zetten. Het aanbod werd niet aanvaard omdat zijn moeder vond dat hij te jong was.
Toen hij achttien was verhuisde Oller naar Madrid om de schilderkunst te studeren aan de Real Academia de Bellas Artes de San Fernando, onder Federico de Madrazo, directeur van het Museo del Prado. In 1858 verhuisde hij naar Parijs, waar hij onder Thomas Couture studeerde. Daarna schreef hij zich in om de schilderkunst te studeren in het Louvre onder de instructie van Gustave Courbet. In zijn vrije tijd, vond Oller werk als bariton in lokale Italiaanse opera's. Hij zou regelmatig cafés bezoeken om collega-kunstenaars te ontmoeten. Ook zou hij vriendschap sluiten met Puerto Ricaanse expatriates in Frankrijk, zoals Ramón Emeterio Betances en Salvador Carbonell.

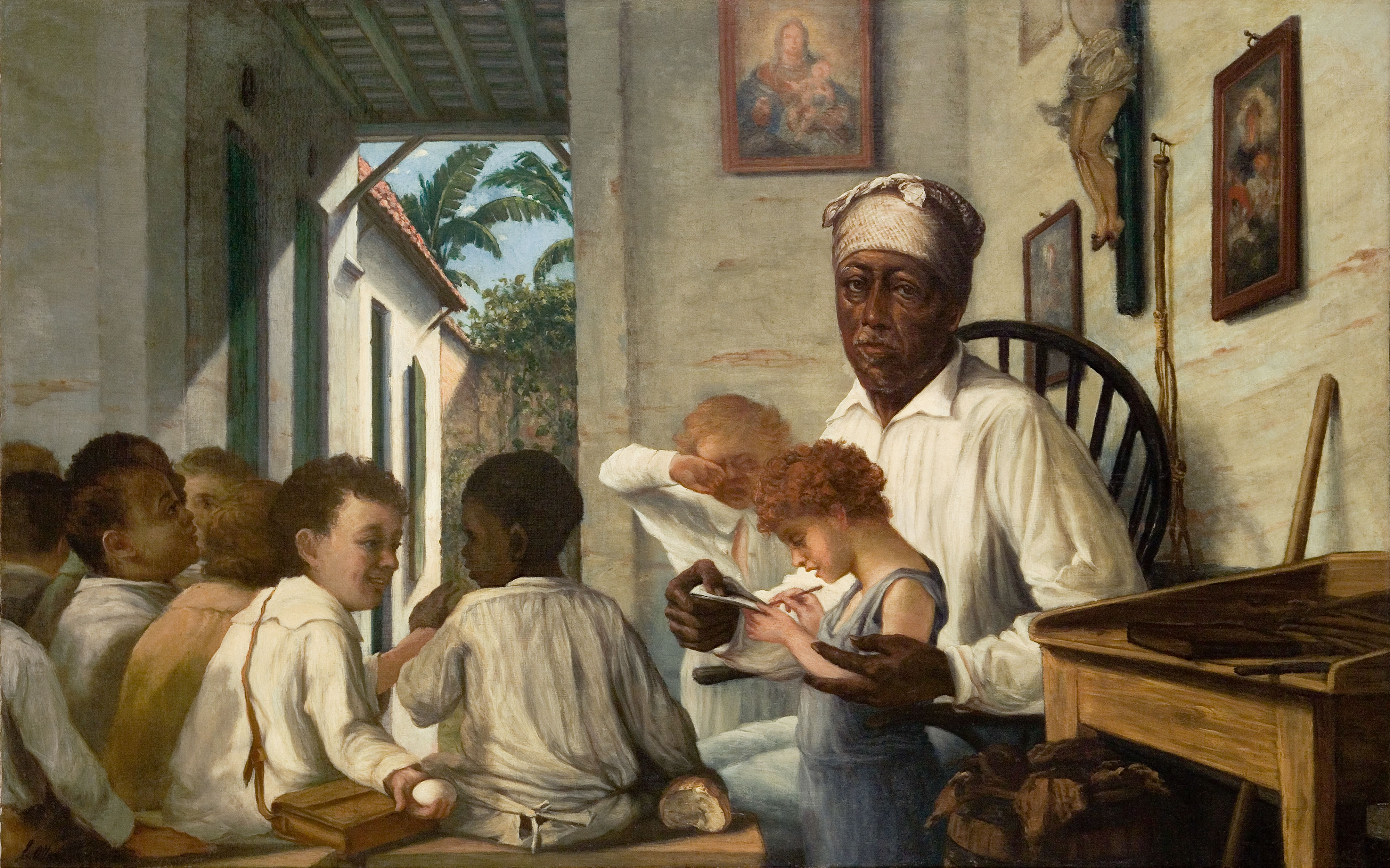
Obraz Francisco Ollera De school van Meester Cordero, 1890-'92

In 1859 stelde Oller sommige van zijn artistieke werken tentoon, naast die van Bazille, Renoir, Monet en Sisley. In 1865 werd Francisco Oller bekend als de eerste Puerto Ricaanse en Latijns-Amerikaanse impressionistische kunstenaar en in 1868 werd hij de grondlegger van de Academia de Arte libre.

## Latere jaren
In 1884 richtte hij een kunstschool op voor jonge vrouwen die later bekend raakte als de Universidad Nacional. In 1871 werd Oller door Spanje vereerd door hem te benoemen als lid van de Caballero de la Orden de Carlos III en een jaar later werd hij de officiële schilder van het Koninklijk Hof van Amadeus I. Oller ontwikkelde een interesse voor het weergeven van de realiteit van het landschap van Puerto Rico en haar mensen en cultuur door middel van zijn kunstwerken. Ollers schilderijen zijn te vinden in musea wereldwijd, waaronder het Louvre in Frankrijk.

## Naamgeving
De stad Cataño in Puerto Rico, noemde een middelbare school naar hem en de stad New York hernoemde public school (overheidsschool) P.S. 61 in de Bronx naar P.S. Francisco Oller. Er is ook een Francisco Oller Bibliotheek in de Escuela de Artes plásticas in San Juan. Het Francisco Oller Museum waar vele artiesten, zoals Tomás Batista, hun werk exposeren, ligt in de stad Bayamón. In Buffalo (New York) is er een Francisco Oller en Diego Rivera Kunstmuseum.